# Villa gallo-romaine de Membrey
Les ruines romaines de Membrey sont les vestiges d'une ancienne villa romaine situées à Membrey, en France.

## Description
Les vestiges font état d'un complexe inscrit dans un rectangle de 200 mètres sur 70 mètres, composé d'un édifice à plusieurs ailes accueillant pas moins de 60 chambres. Des mosaïques ont été également découvertes sur le site, dont les pierres ont été extraites dans les environs.

## Localisation
Les ruines sont situées sur la commune de Membrey, dans le département français de la Haute-Saône. Les vestiges sont situés au lieu-dit du bois du Vernois à 600 mètres de la Saône et à un peu plus d'un kilomètre de Seveux, qui fut une cité antique (Segobodium), non loin de la voie antique reliant Besançon (Vesontio) à Langres (Andemantunnum).

## Historique
La villa est construite au Ier siècle, subit des améliorations au IIe siècle avant d'être abandonnée au IVe siècle.
Les vestiges sont découverts de manière fortuite en 1838 et sont classés au titre des monuments historiques en 1846.